# Johanna Konta
Johanna Konta (Sídney, Australia, 17 de mayo de 1991) es una exjugadora de tenis profesional británica. 
Nació en Sídney, Australia, de padres húngaros inmigrantes. Su abuelo Tamás Kertész (1929-1989) fue jugador de fútbol húngaro.[cita requerida] En sus comienzos deportivos, Konta compitió en atletismo y tenis como australiana.[cita requerida] En mayo de 2012 adquiere la ciudadanía británica. Ha jugado por Gran Bretaña en la Copa Federación.

## Carrera
- 2008: Konta gana su primer torneo ITF, el $10,000 de Mostar, Bosnia y Herzegovina poco antes de cumplir 17 años.
- 2009: Finalista en el ITF $25,000 de Sutton, pierde la final contra Katie O'Brien. Gana el Challenger $25000 de Waterloo, Ontario, Canadá, a Heidi El Tabakh. Ese año pasa del puesto 668 al 360.
- 2010: Gana el RBC Bank Women's Challenger de Raleigh, Carolina del Norte, de $50,000, derrotando a Lindsay Lee-Waters (el día anterior del 19 cumpleaños de Konta). Gana su segundo ITF, el $10,000 de Westende, Bélgica, derrotando a Nicky Van Dyck.
- 2011: Konta gana el ITF Aegon GB Pro-Series de Woking, en julio, derrotando a Laura Robson. Después de una lesión de dos meses, se impone en el Torneo $10,000 de Madrid, venciendo a Lucy Brown en la final. Ese año pasó del ranking 248 al 305.
- 2012:  Gana el torneo $25,000 de Rancho Mirage en febrero y alcanza la segunda rondfa del torneo WTA de Copenhague. Después de alcanzar la ciudadanía británica en mayo, recibe una invitación para Wimbledon, y pierde 10–8 in el tercer set con Christina McHale. Finalista en el $50,000 de Lexington. Se clasifica para el US Open, donde derrota a la No. 59, Tímea Babos en primera ronda, en la que es su primera victoria en torneos Gran Slam. Cayó en segunda ronda con la bielorusa Olga Govortsova desperdiciendo un 5-2 en el tercer set. A final de año alcanzó el ranking 153.
- 2013: Konta debuta en la Copa Federación con Gran Bretaña ganando a Bosnia-Herzegovina. En junio alcanza las semifinales del $75,000, ITF Aegon Trophy. Luego ganó los ITF $25,000 de Winnipeg, Canadá, y el $100,000 ITF Odlum Brown Vancouver Open, para alcanzar el ranking 115 de la clasificación WTA.
- 2014: Konta entra directamente en los cuadros de Wimbledon y US Open perdiendo en primera ronda en ambos casos. Terminó el año como 150.
- 2015: Se clasifica para Roland Garros; pierde en primera ronda contra Denisa Allertová después de disputar el desempate (tiebreak) más largo de la historia del tenis femenino (17-19).  En Eastbourne 2015, Konta gana a Yekaterina Makárova y Garbiñe Muguruza. Consigue el ITF de Granby, Quebec contra Kirsten Flipkens. En el Abierto de Estados Unidos gana nuevamente a Muguruza y luego a Andrea Petkovic. En Wuhan logra victorias ante Petkovic y Simona Halep.
- 2016: Tras vencer a Venus Williams y a Shuai Zhang, alcanza por primera vez unas semifinales de torneo grand slam para caer ante la futura campeona, Angelique Kerber.[2] En julio consigue su primer título WTA, el Torneo de Stanford, Estados Unidos, ganando a Venus Williams. Konta representó al Reino Unido en los Juegos Olímpicos de Río 2016, tanto en individuales como en dobles (emparejada con Heather Watson). Konta, cabeza de serie 10, y ganó sucesivamente a Stephanie Vogt (Liechtenstein), Caroline Garcia (Francia), y a Svetlana Kuznetsova (Rusia), para caer en cuartos ante la zurda alemana Angelique Kerber. En el Abierto de Estados Unidos 2016 ganó a Tsvetana Pironkova tras recuperarse de un desmayo en el partido, luego arrasó a la cabeza de serie 24, Belinda Bencic, para terminar perdiendo en cuarta ronda con la letona Anastasija Sevastova. Llega a los cuartos de final de Wuhan (China) que pierde con la que sería ganadora del torneo, Petra Kvitova. En torneo de Pekín pierde la final con Agnieszka Radwanska. Termina el año cayendo en semifinales del WTA Elite Trophy, ante Elina Svitolina.
- 2017: Comienza el año llevándose el segundo torneo WTA que disputa, el de Sidney (Australia), venciendo fácilmente a Agnieszka Radwanska. En el Abierto de Australia 2017 llega a los cuartos de final después de ganar a Flipkens, Osaka, a la ex número uno, Caroline Wozniacki y a Makarova. En la ronda de cuartos pierde con la que sería campeona del torneo, Serena Williams. El 2 de abril gana su tercer torneo WTA y el más importante hasta la fecha, el Masters de Miami (torneo Premier Mandatory), venciendo en la final a Caroline Wozniacki por 6-4 y 6-3, que la llevan al puesto 7 del ranking WTA.

## Entrenamiento y equipo
Konta inicialmente se formó en la Academia Sánchez-Casal de Barcelona, hasta que sus padres se asentaron en Gran Bretaña en 2005, y en la Roddick Lavalle Academy de Texas.[cita requerida] En enero de 2011, comenzó a entrenar en la Weybridge Tennis Academy de Inglaterra bajo la tutela de Justin Sherring. Entrenó en la National Tennis Academy de Roehampton con Louis Cayer y, desde mediados de 2012, con Julien Picot a quien abandona a comienzos de 2014 por razones personales.
Cuando en agosto de 2014 la Federación Británica de Tenis (la LTA) excluye a los jugadores de élite de sus instalaciones, Konta empieza a trabajar con el entrenador español Esteban Carril, y, desde finales de 2014, con Juan Coto como psicólogo. Las restricciones presupuestarias de la LTA en 2015 motivaron su traslado a Gijón, en el norte de España, donde entrena también con Jose-Manuel García.
En diciembre de 2016 Konta rompe con Esteban Carril y prepara la temporada 2017 en el National Tennis Centre de Roehampton (sur de Inglaterra) con Wim Fissette y Andrew Fitzpatrick.

## Retiro
El 1 de diciembre del 2021, anunció su retiro del tenis profesional activo, aludiendo al exigente ritmo del tenis, en el cual se hará efectivo su retiro al final del 2021.

### Vida personal
Desde finales del 2019, tiene una relación con su novio de años, Jackson Wade, el cual apenas 2 semanas de retirada, se casó con su novio el 11 de diciembre del 2021, anunciado en la cuenta de Twitter de la extenista., el 12 de septiembre del 2022, anuncio en sus redes sociales, el nacimiento de su hija, Emmeline Konta-Wade.